# II Most Wanted
II Most Wanted è un singolo delle cantanti statunitensi Beyoncé e Miley Cyrus, pubblicato il 26 aprile 2024 come terzo estratto dall'ottavo album in studio di Beyoncé Cowboy Carter.
È stato premiato col Grammy Award alla miglior interpretazione country di un duo o un gruppo del 2025.

## Antefatti e pubblicazione
Il 28 marzo 2024, Beyoncé ha rivelato la collaborazione come parte del suo album in studio Cowboy Carter. Al momento dell'uscita, Miley Cyrus ha raccontato sui propri social network di essere stata Il brano è stato inviato alle emittenti radiofoniche statunitensi il 2 aprile 2024.

## Descrizione
Il brano è caratterizzato da «esecuzioni vocali minimaliste» da parte della Cyrus e da «rifts più marcati» da parte della Knowles, accompagnati da una miscela strumentale di «back porch country» e «pop rock» con riferimenti ai Fleetwood Mac, di cui è presente un'interpolazione del brano Landslide del 1975. In un'intervista rilasciata a W Magazine, Cyrus ha raccontato la genesi della collaborazione e il rapporto tra le due artiste:

## Accoglienza
Brittany Spanos di Rolling Stone ha giudicato II Most Wanted come la migliore collaborazione di Cowboy Carter e un «punto culminante della carriera» per entrambe le cantanti. Ha paragonato i personaggi di Beyoncé e Cyrus rispettivamente a Butch Cassidy e Sundance Kid, lodando il modo in cui le loro voci «si fondono l'una nell'altra invece di lottare per i riflettori». La rivista ha inserito il brano al 46º posto tra i migliori brani della carriera di Beyoncé.
Kyle Denis di Billboard ha classificato II Most Wanted come il terzo miglior brano dell'album, apprezzando i loro «toni fumosi" che «si accoppiano magnificamente». Denis ha visto la collaborazione come una collaborazione in cui entrambi gli artisti sono al «culmine delle loro forze» che rende ogni scelta stilistica «un fuoricampo». Evocano «un senso di gravitas emotiva» che fa apparire la canzone «molto più alta». Similmente Mary Siroky di Consequence ha definito la canzone come «uno dei brani più diretti dell'album», descrivendola «un po' luttuosa e nostalgica, che riconosce il passaggio sempre fluente del tempo e la nostra incapacità di fermarlo».

## Tracce
Testi e musiche di Beyoncé Knowles-Carter, Miley Cyrus, Ryan Tedder, Michael Pollack, Shawn Everett, Jonathan Rado.
1. II Most Wanted – 3:28

## Successo commerciale
La canzone ha esordito alla posizione numero dieci della Billboard Global 200, divenenod la terza top-ten di Beyoncé, dopo Break My Soul (2022) e Texas hold 'em (2024), e la seconda di Cyrus dopo Flowers (2023).
Negli Stati Uniti II Most Wanted ha esordito alla posizione numero 6 della Billboard Hot 100, segnando la 23ª top-ten per Beyoncé e la 13ª per Cyrus. La canzone è stata anche la terza top-ten di Cowboy Carter, entrando in classifica contemporaneamente a Texas Hold 'Em e la cover di Jolene. La stessa settimana le tre canzoni hanno occupato le prime tre posizioni della Hot Country Songs, con II Most Wanted al secondo posto, facendo di Beyoncé la prima artista donna a ottenere tale risultato in classifica.
Nel Regno Unito a collaborazione ha esordito alla posizione numero 9 della Official Singles Chart il 5 aprile 2024, una delle tre canzoni di Cowboy Carter ad entrare nella top ten quella settimana. Il contemporaneo esordio nella top ten della cover di Jolene ha portato il numero di singoli di Beyoncé nella top ten britannica a 24 e quello di Cyrus a 9.

## Classifiche
| Classifica (2024) | Posizione massima |
| ----------------- | ----------------- |
| Australia         | 16                |
| Austria           | 55                |
| Brasile           | 60                |
| Canada            | 17                |
| Danimarca         | 27                |
| Francia           | 63                |
| Grecia            | 48                |
| Irlanda           | 13                |
| Islanda           | 28                |
| Lituania          | 58                |
| Norvegia          | 23                |
| Nuova Zelanda     | 17                |
| Paesi Bassi       | 27                |
| Portogallo        | 25                |
| Regno Unito       | 9                 |
| Stati Uniti       | 6                 |
| Svezia            | 24                |
| Svizzera          | 20                |